# سرجو باربرو
سرجو باربرو (ایتالیایی: Sergio Barbero؛ زادهٔ ۱۷ ژانویهٔ ۱۹۶۹) دوچرخه‌سوار اهل ایتالیا است. وی در مسابقات تور دو فرانس و جیرو دیتالیا شرکت کرده است.